# 基特里 (緬因州普查規定居民點)
基特里（英語：Kittery）是位於美國緬因州約克縣的一個普查規定居民點。

## 人口
根據2020年美國人口普查的數據，基特里的面積為9.14平方千米，當中陸地面積為7.25平方千米，而水域面積為1.89平方千米。當地共有人口4973人，而人口密度為每平方千米544.09人。